# Xã Gulich, Quận Clearfield, Pennsylvania
Xã Gulich (tiếng Anh: Gulich Township) là một xã thuộc quận Clearfield, tiểu bang Pennsylvania, Hoa Kỳ. Năm 2010, dân số của xã này là 1.235 người.